# Dardez
Dardez település Franciaországban, Eure megyében. Lakosainak száma 131 fő (2022. január 1.). Dardez Le Boulay-Morin, Irreville és Reuilly községekkel határos.

## Népesség
A település népességének változása:
| Lakosok száma | 41   | 119  | 137  | 170  | 161  | 156  | 152  | 149  | 143  | 131  |
|               | 1968 | 1982 | 1990 | 2006 | 2013 | 2015 | 2017 | 2019 | 2020 | 2022 |